# Frontera entre Armenia y Turquía
La frontera entre Armenia y Turquía es el lindero internacional de 268 kilómetros de longitud que separa los territorios de Armenia y de Turquía.
Turquía cerró la frontera en 1993 debido a la ocupación de Nagorno-Karabaj por parte de Armenia y su pleno apoyo a Azerbaiyán. 
Para abrir la frontera, Turquía pidió a Armenia que abandonara las acusaciones de genocidio armenio en 1915 y que se retirara de Nagorno-Karabaj, que se encuentra en territorio azerbaiyano.

## Trazado
Es uno de los rasgos fronterizos que separan los continentes Asia y Europa en la región del Cáucaso. La frontera comienza en el sur en la triple frontera Turquía-Armenia-Azerbaiyán (Najicheván), en la región del Kurdistán turco, próximo al monte Ararat, la ciudad de Ani en Kars, sitio arqueológico muy cercano también al noroeste del Irán. Termina en la triple frontera entre ambos estados y Georgia.

## Historia
Esta fue definida tras la Primera Guerra Mundial, que dio origen a la moderna Turquía de los restos del Imperio otomano, y el establecimiento de la República Democrática de Armenia, que en 1920 fue incorporada a la Unión Soviética. El 13 de octubre de 1921, se firmó el Tratado de Kars, que modificó la frontera turco-soviética y fue ratificado el 11 de septiembre de 1922.
En 1994, Turquía decidió unilateralmente cerrarla en apoyo a los  turcófonos de Azerbaiyán en el conflicto del Alto-Karabaj.

## Divisiones administrativas
Las divisiones administrativas que tocan la frontera son, de norte a sur:
- Turquía 
  - Provincia de Ardahan
  - Provincia de Kars
  - Provincia de Iğdır

- Armenia 
  - Provincia de Shirak
  - Provincia de Aragazotn
  - Provincia de Armavir
  - Provincia de Ararat

## Pasos fronterizos
Los pasos fronterizos son:
- Armenia: Akhurik, Shirak ↔ Turquía: Akyaka, provincia de Kars (cerrado)
- Armenia: Margara, Armavir ↔ Turquía: Karakoyunlu, provincia de Iğdır (cerrado)